# Kanton Aix-en-Provence-Nord-Est
Der Kanton Aix-en-Provence-Nord-Est war von 1833 bis 2015 ein französischer Wahlkreis im Département Bouches-du-Rhône in der Region Provence-Alpes-Côte d’Azur. Er umfasste fünf Gemeinden im Arrondissement Aix-en-Provence; sein Hauptort (frz.: chef-lieu) war Aix-en-Provence.

## Gemeinden
| Gemeinde              | Einwohner (Stand: 2022) | Code postal | Code Insee |
| --------------------- | ----------------------- | ----------- | ---------- |
| Aix-en-Provence *     | 147.933                 | 13100       | 13001      |
| Saint-Marc-Jaumegarde | 1270                    | 13100       | 13095      |
| Le Tholonet           | 2370                    | 13100       | 13109      |
| Vauvenargues          | 1058                    | 13126       | 13111      |
| Venelles              | 8420                    | 13770       | 13113      |

* Teilbereich (Stadtteile Les Lauves, Pont de Béraud und Puyricard). Die angegebene Einwohnerzahl bei Aix-en-Provence betrifft die zu mehreren Kantonen gehörende Gesamtgröße der Stadt.

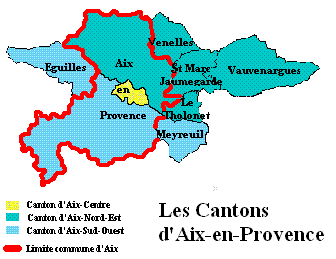
Die Kantone von Aix-en-Provence und Umgebung